# Elezioni europee del 2019 in Lituania
Le elezioni europee del 2019 in Lituania si sono tenute domenica 26 maggio per eleggere gli 11 membri del Parlamento europeo spettanti alla Lituania.

## Risultati
| Liste  | Liste                                                                                | Gruppo    | Voti      | %     | Seggi |
| ------ | ------------------------------------------------------------------------------------ | --------- | --------- | ----- | ----- |
|        | Unione della Patria - Democratici Cristiani di Lituania (TS-LKD)                     | PPE       | 247.745   | 19,71 | 3     |
|        | Partito Socialdemocratico di Lituania (LSDP)                                         | S&D       | 199.871   | 15,90 | 2     |
|        | Unione dei Contadini e dei Verdi di Lituania (LVŽS)                                  | Verdi/ALE | 158.018   | 12,57 | 2     |
|        | Partito del Lavoro (DP)                                                              | RE        | 113.189   | 9,00  | 1     |
|        | Movimento dei Liberali della Repubblica di Lituania (LRLS)                           | ALDE      | 82.779    | 6,58  | 1     |
|        | Treno Aušra Maldeikienė                                                              | PPE       | 81.706    | 6,50  | 1     |
|        | Blocco Waldemar Tomaszewski • Alleanza delle Famiglie Cristiane • Alleanza dei Russi | - ECR -   | 69.333    | 5,51  | 1 -   |
|        | Partito di Centro di Lituania                                                        | -         | 64.450    | 5,13  | -     |
|        | Rolandas Paksas Presidente                                                           | -         | 50.343    | 4,00  | -     |
|        | Recuperiamo lo Stato!                                                                | -         | 42.107    | 3,35  | -     |
|        | Ordine e Giustizia (TT)                                                              | -         | 34.413    | 2,74  | -     |
|        | Partito Socialdemocratico del Lavoro di Lituania (LSDDP)                             | -         | 29.674    | 2,36  | -     |
|        | Partito dei Verdi di Lituania                                                        | -         | 28.461    | 2,26  | -     |
|        | Unione della Libertà di Lituania (Liberali)                                          | -         | 24.037    | 1,91  | -     |
|        | Una Lituania Forte in un'Europa Unita                                                | -         | 16.802    | 1,34  | -     |
|        | Salto Decisivo                                                                       | -         | 14.280    | 1,14  | -     |
| Totale | Totale                                                                               | Totale    | 1.257.208 | 100   | 11    |